# Kinga Zielińska (językoznawca)
Kinga Monika Zielińska z domu Nowacka (ur. 12 sierpnia 1974 w Zielonej Górze, zm. 10 lipca 2018 w Warszawie) – polska filolożka, specjalistka w zakresie lingwistyki i językoznawstwa niemieckiego, doktor habilitowana nauk humanistycznych, nauczycielka akademicka Uniwersytetu Warszawskiego.

## Życiorys
W 2001 ukończyła studia w Instytucie Germanistyki Wydziału Neofilologii Uniwersytetu Warszawskiego, uzyskując tam tytuł zawodowy magistra na podstawie napisanej pod kierunkiem Jana Czochralskiego pracy dyplomowej pt. Zu den emotionalen Inhalten deutscher und polnischer Phraseologismen. W 2005 na Wydziale Neofilologii UW na podstawie przygotowanej pod kierunkiem Józefa Wiktorowicza rozprawy pt. Czasowniki percepcji wzrokowej w języku polskim i niemieckim. Analiza kontrastywna pól semantycznych otrzymała stopień naukowy doktora nauk humanistycznych, dyscyplina: językoznawstwo, specjalność: filologia germańska. Tam też na podstawie dorobku naukowego i monografii pt. Druga twarz tabloidu? Językowe działania autoprezentacyjne podejmowane przez dzienniki ‘Fakt’ i ‘BILD-Zeitung’ nadano jej w 2016 stopień doktor habilitowanej nauk humanistycznych dyscyplina językoznawstwo specjalności językoznawstwo germańskie, lingwistyka.
Pracowała jako adiunktka w Instytucie Germanistyki Wydziału Neofilologii Uniwersytetu Warszawskiego.
W latach 2004–2015 pracowała jako wykładowczyni w Uniwersyteckim Kolegium Kształcenia Nauczycieli Języka Niemieckiego UW, Nauczycielskim Kolegium Języków Obcych w Olsztynie, Wszechnicy Polskiej Szkole Wyższej TWP w Warszawie, Wyższej Szkole Warszawskiej.
Córka Bianki i Kazimierza. Zmarła 10 lipca 2018. Została pochowana 14 lipca 2018 na cmentarzu komunalnym przy ulicy Wandy w Nowej Soli.

## Wybrane publikacje
Monografie:
- Druga twarz tabloidu? Językowe działania autoprezentacyjne podejmowane przez dzienniki Fakt i BILD-Zeitung jako przedmiot badań mediolingwistyki porównawczej, Instytut Germanistyki UW, Warszawa 2016.
- Sprache in der Zeit – Zeit in der Sprache, Instytut Germanistyki UW. Warszawa 2015 (współredaktorzy naukowi: Waldemar Czachur, Marta Czyżewska).
- Obiekt w (semantycznym) polu widzenia. Analiza kontrastywna czasowników percepcji wzrokowej w języku polskim i niemieckim, Instytut Germanistyki UW, Warszawa 2011.

Artykuły:
- O tym, że coś może być „nasze”, choć wcale do nas nie należy – gramatyka „posiadania” jako instrument budowania wspólnoty w dyskursie prasowym (na przykładzie dzienników „FAKT” i „BILD-Zeitung”, W: Dialog der Kulturen. Studien zur Literatur, Kultur und Geschichte. Festschrift für Professor Tomasz G. Pszczółkowski zum 65. Geburtstag, Instytut Germanistyki Uniwersytetu Warszawskiego. Warszawa 2016, s. 393–408.
- Nekrologi dźwignią (auto)reklamy – o hybrydach gatunkowych na przykładzie nekrologów w języku polskim i niemieckim, W: Gatunki mowy i ich ewolucja. T. 5: Gatunek a granice, Wydawnictwo Uniwersytetu śląskiego. Katowice 2016, s. 532–542.
- Zur sprachlichen Inszenierung von kollektiver Zugehörigkeit in der BILD-Zeitung, W: Politik – Medien – Sprache. Deutsche und polnische Realien aus linguistischer Sicht, red. Dorota Kaczmarek, Wydawnictwo Uniwersytetu Łódzkiego, Łódź 2016, s. 169–183.
- O sztuce (nie)dosłownego wyrażania siebie – autowizerunek kobiety w przestrzeni publicznej na przykładzie wystąpień pierwszych dam Polski i Niemiec, W: Niedosłowność w języku. Seria: Język a komunikacja 37, red. Marcin Odelski, Aleksandra Knapik, Piotr Chruszczewski, Władysław Chłopicki, Tertium, Kraków 2016, s. 287–296.
- Tabloidy i mity. Wykorzystywanie wzorców archetypowych w narracji tabloidowej jako jeden z elementów strategii kreowania wizerunku, W: Karły na ramionach olbrzymów? Kultura niemieckiego obszaru językowego w dialogu z tradycją. Tom 1, red. Katarzyna Grzywka-Kolago, Lech Kolago, Maciej Jędrzejewski, Robert Małecki, Instytut Germanistyki UW, Warszawa 2015, s. 327–340.
- Niemieckie słownictwo medyczne u progu czasów nowożytnych, W: Słownictwo specjalistyczne i specjalne w komunikacji. Seria: Język a komunikacja 33, red. Maria Jodłowiec, Anna Tereszkiewicz, Tertium, Kraków 2013, s. 15–25 (współautorka: Anna Just).
- Łaska w starodawnym (kon)tekście, w: Słowo w kontekście. Seria: Język a komunikacja 35, red. Aleksandra Knapik, Władysław Chłopicki, Piotr Chruszczewski, Tertium, Kraków 2013, s. 129–140 (współautorka: Anna Just).
- Koniec świata według mediów – analiza dyskursu prasowego w oparciu o wybrane periodyki polsko- i niemieckojęzyczne, W: Tekst i dyskurs – text und diskurs 6 (2013), s. 295–318.
- „Dużo krzyku w wykrzykniku” – Znaki interpunkcyjne i ich funkcje w nagłówkach prasowych – na przykładzie dzienników Fakt i BILD-Zeitung, Studia Niemcoznawcze 52 (2013), s. 343–357.
- Porównanie nagłówków dzienników Fakt i Bild-Zeitung pod względem występowania w nich wybranych środków stylistycznych, „Studia Niemcoznawcze” 50 (2012), s. 601–613.
- O patrzeniu ukradkiem – kontrastywna analiza semantyczna polskich i niemieckich czasowników percepcji wzrokowej wyrażających intencję „pozostać niezauważonym”. W: Kultura – Literatura – Język. Pogranicza Komparatystyki. Prace ofiarowane Profesorowi Lechowi Kolago w 70. rocznicę urodzin, Instytut Germanistyki Uniwersytetu Warszawskiego, Warszawa 2012, s. 1490–1500
- Untersuchungen zur Verbreitung von Konfixen Mono- und Poly- im Deutschen, W: „Studia Niemcoznawcze” 47 (2011), s. 485–499 (współautorka: Maria Biskup).
- Wortbildungsmodelle im 19. Und 20. Jahrhundert am Beispiel der substantivischen Komposita mit dem Erstglied „Hirn”, W: Kreative Sprachpotenziale mit Stil entdecken. Germanistische Festschrift für Professor Wolfgang Schramm, red. Waldemar Czachur, Marta Czyżewska, Philipp Teichfischer, Warszawa 2011, s. 301–311 (współautorka: Maria Biskup).
- Textlinguistik als Seminareinheit in der Auslandsgermanistik, TEXTE-LESEN. Ansichten aus der polnischen und italienischen DaF-Didaktik, red. Marina Foschi, Albert i Marianne Hepp, Pisa 2009, s. 31–45 (współautor: Waldemar Czachur).
- Tischrede – universelles diplomatisches Ritual oder kulturspezifisches Unikum? Zu den Ansätzen der kultur-kontrastiven Textlinguistik, „Studia Niemcoznawcze 42 (2009), s. 375–397 (współautor: Waldemar Czachur).
- Zu Methoden der Bedeutungsbeschreibung der Lexeme aus synchroner Sicht, W: Wort und Text. Bestandaufnahme und Perspektiven, red. Waldemar Czachur, Marta Czyżewska, Agnieszka Frączek, Universitas Varsoviensis. Warszawa 2009, s. 107–113 (współautorka: Maria Biskup).
- Eponimy pochodzenia niemieckiego we współczesnym języku polskim, w: Vom Wort zum Text. Studien zur deutschen Sprache und Kultur. Festschrift für Professor Józef Wiktorowicz zum 65. Geburtstag, Instytut Germanistyki Uniwersytetu Warszawskiego. Warszawa 2008, s. 651–663.
- (2006): Das Phänomen der reduplizierten Wörter unter dem Aspekt der sprachlichen Bewertung, „Studia Niemcoznawcze” 32 (2006), s. 661–671 (współautor: Waldemar Czachur)[4]